# Daniela Štichová
Daniela Vaisová Štichová (*19. ledna 1981 Klatovy) je česká malířka a autorka  dětských knih. Vyrůstala v české obci Vřeskovice.

## Život
Vystudovala přírodovědně zaměřené gymnázium. Pak přestoupila na bakalářský obor Design knižní vazby na Ústavu umění a designu. V roce 2006 až 2007 pobývala v Anglii. Žije v Nepomuku. Jejím koníčkem je také malba a kresba. Jejím manželem je Jiří Vais. Má tři děti.  

### Dílo
Napsala a ilustrovala:
- Ztratila se Fífa - Je o morčeti Fífě, které zmizí ze zahrady a její kamarádi se jí vypraví hledat (2021)
- Tajtrlík od Sodovkovníku – O holčičce a jejích kamarádech, kteří jdou najít lék pro nemocného dědečka (2022)
- Kouzelný svět – „Hledací kniha“ s mnoha obrázky (2023).
- Tajtrlík od Sodovkovníku - Druhé vydání(2024)
- Karel - O psovi který najde štěstí(2024)